# Cmentarz prawosławny w Sycynie
Cmentarz prawosławny w Sycynie – czynna nekropolia prawosławna administrowana przez parafię Świętych Cyryla i Metodego w Białej Podlaskiej, położona w Sycynie. Znajduje się za wsią, od strony południowo-zachodniej.
Cmentarz został założony ok. 1820 na potrzeby miejscowej parafii unickiej. W 1875, wskutek likwidacji unickiej diecezji chełmskiej, została ona przymusowo przemianowana na prawosławną. Pięć lat po tym wydarzeniu cmentarz poszerzono, zaś w końcu XIX w. otoczono go ogrodzeniem murowanym i wzniesiono bramę. Po 1925 cmentarz był oficjalnie nieczynny, kolejnych pochówków dokonywano na nim podczas II wojny światowej i po niej. Na początku XXI w. cmentarz został odremontowany dzięki dotacji unijnej.
Na cmentarzu przetrwało kilka nagrobków z II połowy XIX w.. Znajdują się na nim również trzy nagrobki powstańców styczniowych poległych w potyczce z Rosjanami przy drodze między Sycyną i Worońcem.
Na cmentarzu znajdowała się cerkiew, która uległa zniszczeniu wskutek pożaru. Podczas remontu cmentarza w miejscu fundamentów budynku wyłożono kamienie.
Cmentarz został wpisany do rejestru zabytków 25 października 1996 pod nr A/1337.

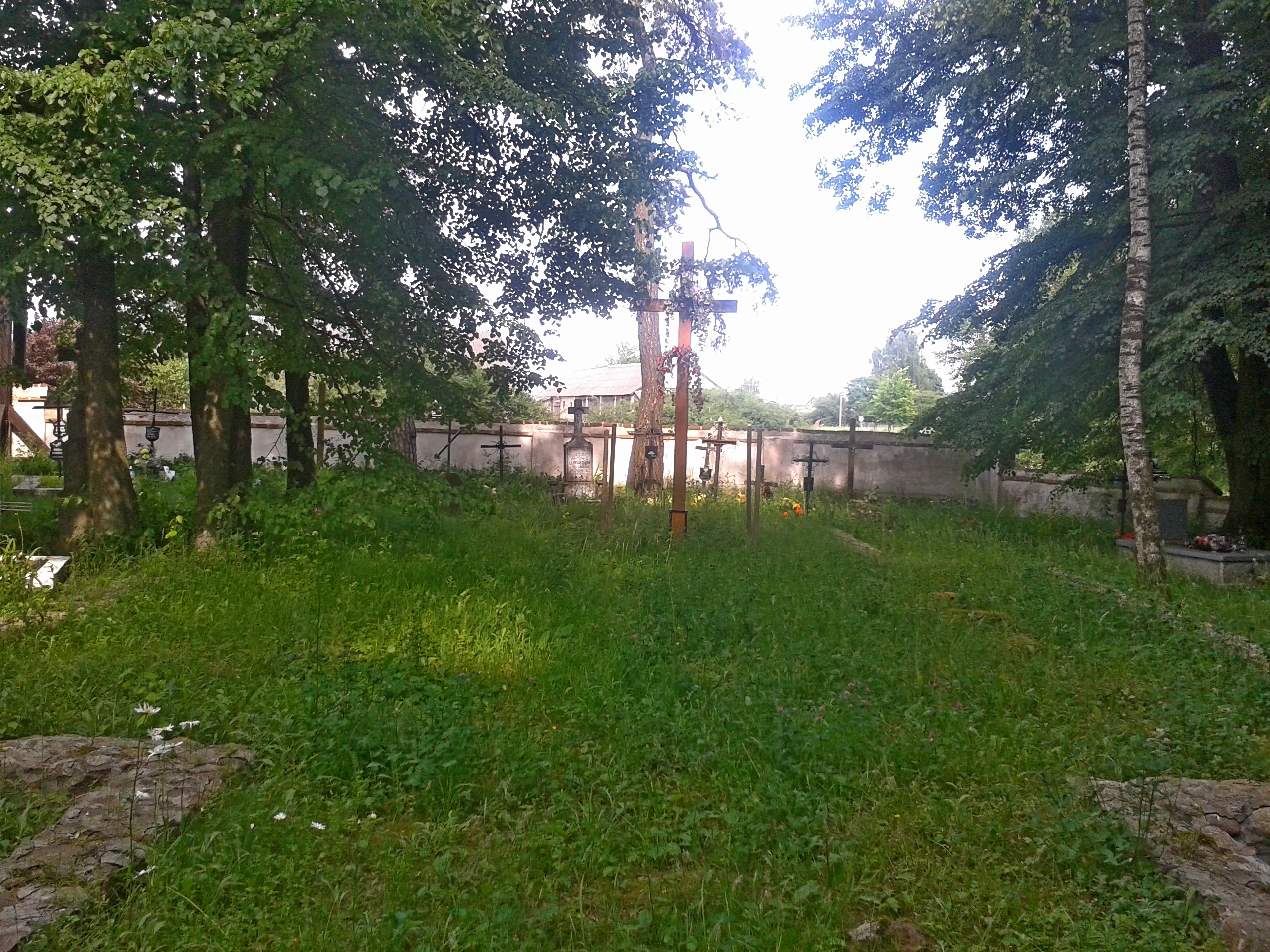
Miejsce po cerkwi
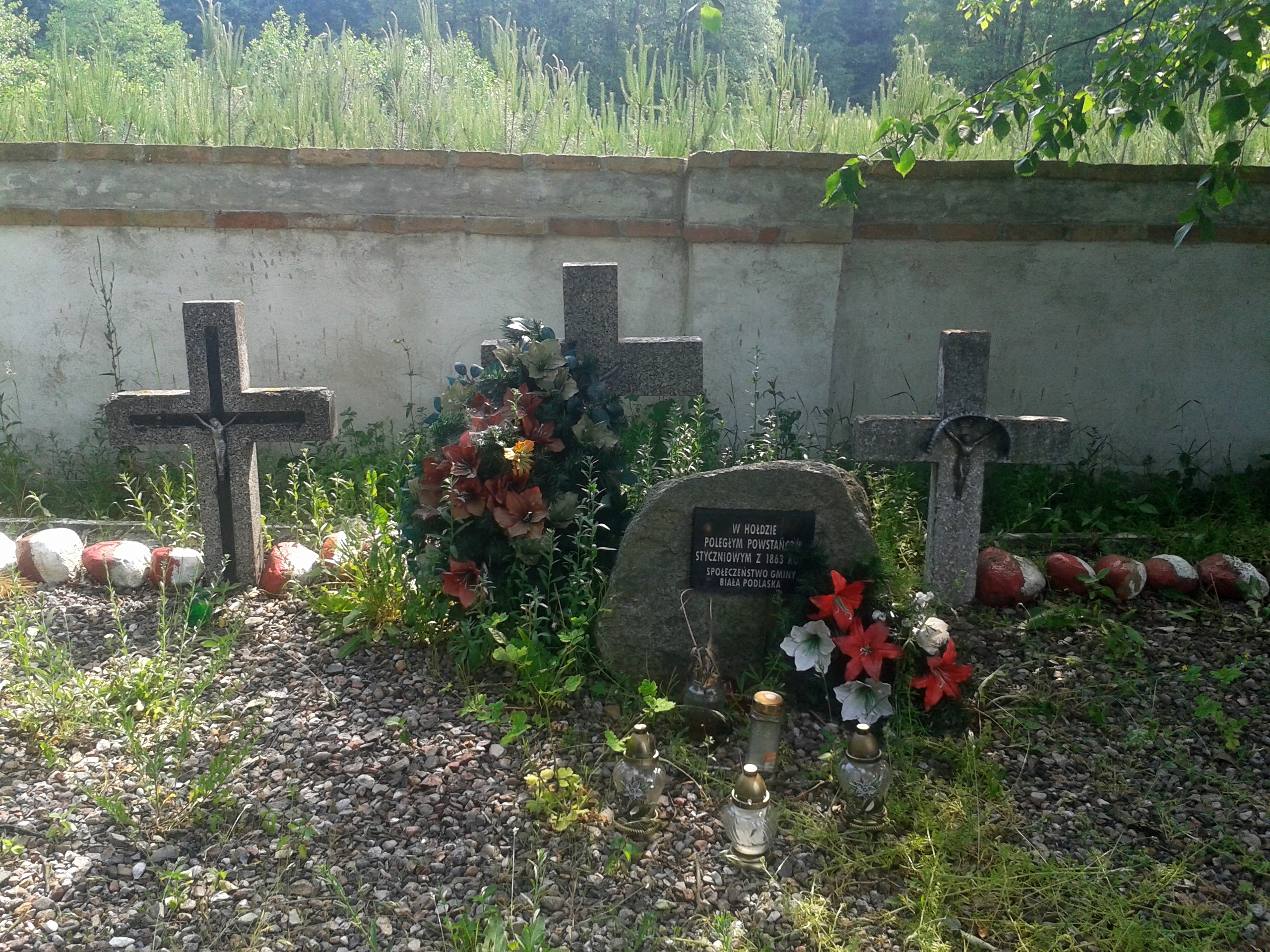
Groby powstańców styczniowych
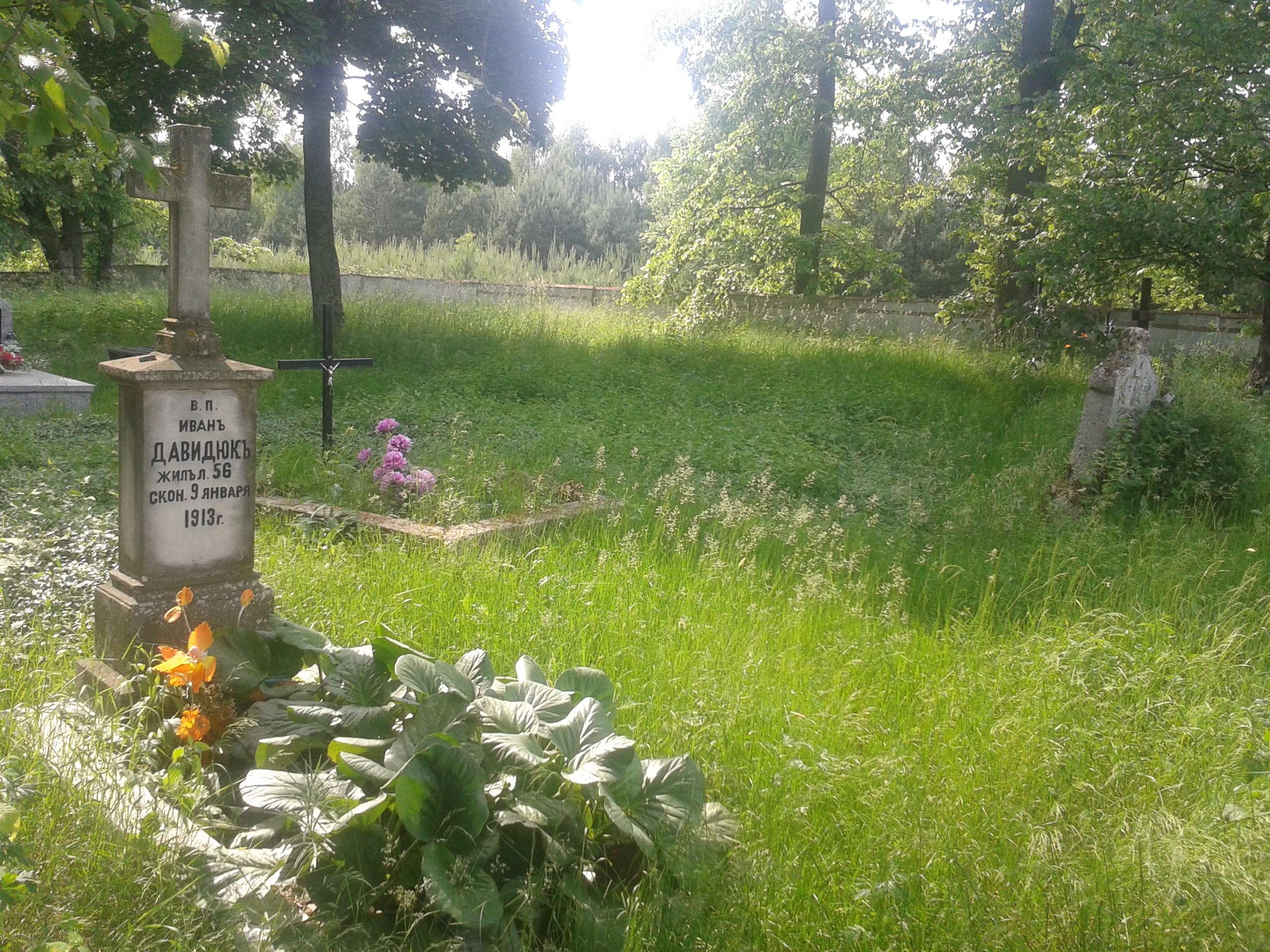
Nagrobek z 1913
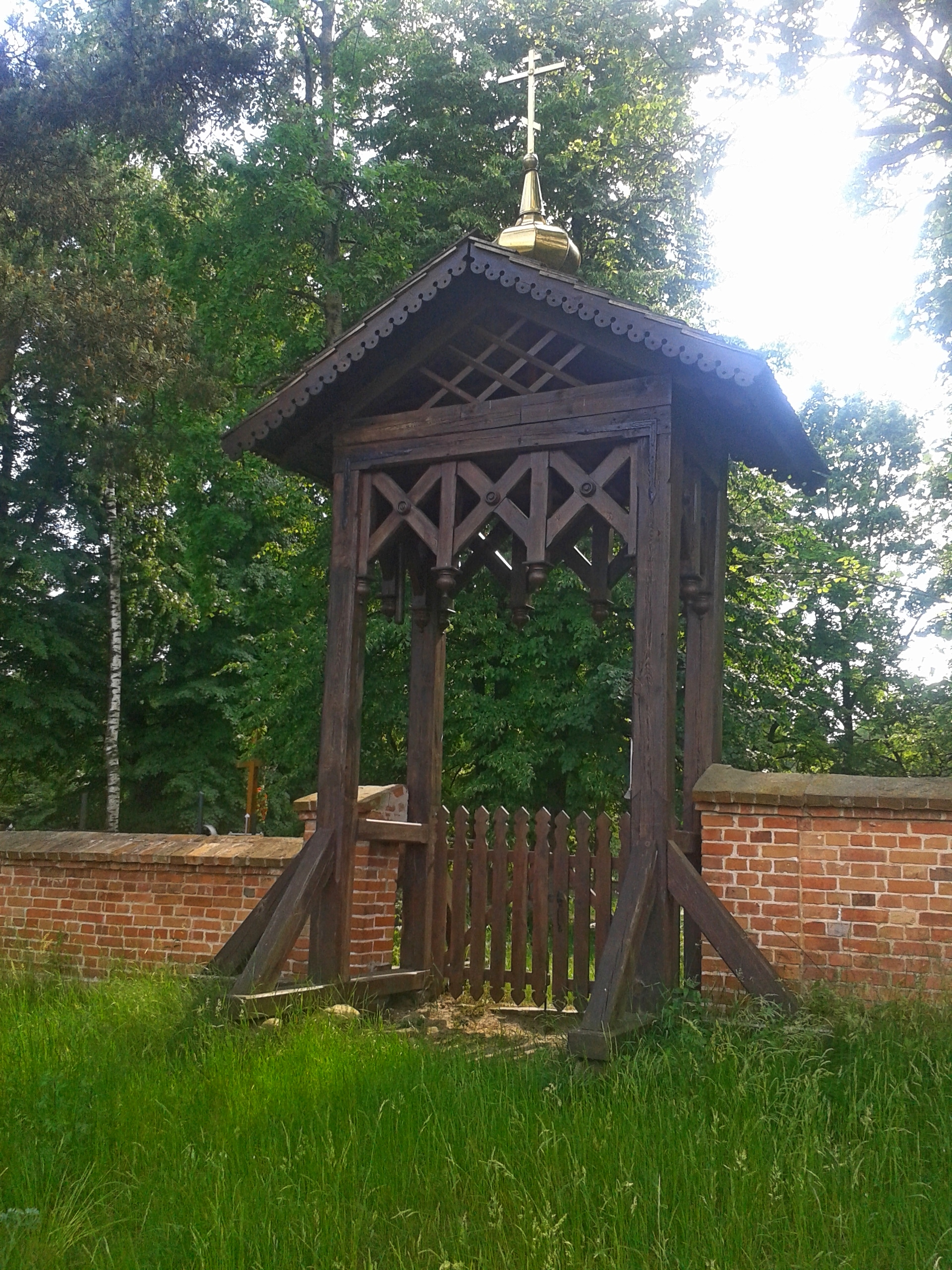
Brama cmentarza